# Ein starkes Team: Verdammt lang her
Verdammt lang her ist ein deutscher Fernsehfilm von Ulrich Zrenner aus dem Jahr 2021. Es handelt sich um die 86. Folge der Krimiserie Ein starkes Team mit Florian Martens und Stefanie Stappenbeck in den Hauptrollen. Es ist der zweiundzwanzigste Einsatz von Linett Wachow an der Seite von Otto Garber. Die Erstausstrahlung erfolgte am 27. November 2021 im ZDF.

## Handlung
Der Berliner Kommissar Otto Garber wird in seinem 86. Fall mit seiner beruflichen Vergangenheit konfrontiert. Vor 30 Jahren nahm er Peter Kniesbeck fest, der nun aus der Haft entlassen wird. Unmittelbar nach seiner Entlassung wird dessen Bewährungshelfer Opfer eines Mordanschlags vor der Justizvollzugsanstalt. Gemeinsam mit seiner Kollegin Linett Wachow ermittelt Otto Garber in dem Fall. Kniesbeck wurde zu DDR-Zeiten wegen eines bewaffneten Bankraubes verurteilt und musste nach einem Fluchtversuch, bei dem ein Wachmann zu Schaden kam, noch länger in der Haft bleiben.
Der Attentäter war ein schwarz gekleideter Motorradfahrer, der nicht identifiziert werden kann. Kniesbeck kann sich nicht erklären, wer ihn töten wollte. Er möchte eigentlich nur in Ruhe seine Freiheit genießen und Kontakt zu seiner Tochter aufbauen, die ihn so gut wie gar nicht kennt. Damit er vor einem zweiten Anschlag sicher ist, bringt Garber ihn zunächst in Sputniks Wohnung unter. Von dort aus geht Kniesbeck aber schon bald seiner eigenen Wege.
Kniesbecks Entlassung bringt seine alten Freunde in Unruhe. Auch wenn Kniesbeck als einziger für den Raubmord büßen musste und seine anderen vier Komplizen nie verraten hatte, könnte sich dies ja auch ändern. Außerdem haben die in den letzten 30 Jahren das Geld aus dem Bankraub ausgegeben. Die interessanteste dieser Figuren ist Kniesbecks ehemaliger Kollege, Kalle Schwanek, der sich um dessen Tochter Laureen gekümmert hat. Aber auch Jens Hahn, Nicole und Martin Eberwald gehören zu den Verdächtigen. Garber und Wachow prüfen deren Alibis, können aber trotz kleiner Indizien keine konkreten Beweise gegen einen dieser Kandidaten als Attentäter finden. Auch Kniesbeck selber sucht seine alte Clique auf und muss nun erfahren, dass sein Anteil der Beute möglicherweise nicht mehr existiert, weil Jens Hahn es in ein windiges Immobilienprojekt gesteckt hatte.
Noch am gleichen Tag wird Hahn in seiner Wohnung tot aufgefunden. Eine Täterschaft Kniesbecks kann nicht ausgeschlossen werden, und es wird nach ihm gefahndet. Während die Polizei ihn sucht, macht er sich seinerseits auf die Suche nach seinem Anteil der Beute. Eines der davon gekauften Grundstücke lag jahrelang  brach, doch nun interessiert sich eine US-Bank dafür, die eine Niederlassung in Berlin plant. Die Vermittlung dazu läuft über Catrin Bandermann, die der Clique vor 30 Jahren den Tipp zum Banküberfall gegeben hatte, weil gerade eine größere Summe dort eingelagert war. Kniesbecks Entlassung kommt somit für diesen US-Deal zu einem ungünstigen Moment. Für Garber Grund genug, womöglich den unbequemen Mann deshalb aus dem Weg zu räumen. Kniesbeck weiß auch nicht, wem von seinen alten Freunden er glauben kann. Jeder beschwört seine Unschuld. Allerdings findet Kniesbeck bei seinen Recherchen heraus, dass Martin Eberwald Jens Hahn erstochen hatte, weil sie sich um das zu erwartende Geld aus dem Immobilienverkauf gestritten hatten. Die Schüsse auf den Bewährungshelfer leugnet er allerdings. Die Lösung findet sich durch die Tatwaffe, denn dabei handelt es sich um dieselbe Pistole, mit der vor über 30 Jahren der Bankangestellte getötet wurde. Sie ist im Besitz von Kalle Schwanek, der befürchtet hatte, von Kniesbeck wegen des verspekulierten Geldes zur Rechenschaft gezogen zu werden und die Liebe seiner Ziehtochter zu verlieren, wenn sie die volle Wahrheit erfahren würde. Schwanek wird festgenommen, und auch Catrin Bandermann kann letztendlich für ihre Spekulationen juristisch belangt werden.

## Nebenhandlung
Sputnik war im Erzgebirge in Urlaub und hat von dort 50 Nussknacker mitgebracht, die er nun gewinnbringend weiterverkaufen will. Die angeblichen Originale stellen sich aber schon bald als billige Imitate aus Fernost heraus.

## Hintergrund
Die Dreharbeiten für Verdammt lang her erfolgten vom 20. November bis zum 22. Dezember 2020 und fanden in Berlin und Umgebung statt.

## Rezeption

### Einschaltquote
Die Erstausstrahlung von Verdammt lang her am 27. November 2021 wurde in Deutschland von 6,61 Millionen Zuschauern gesehen und erreichte einen Marktanteil von 22,5 Prozent für Das Erste.

### Kritiken
Tilmann P. Gangloff wertete für tittelbach.tv und schrieb: Verdammt lang her „erfreut durch eine Komplexität, die sich nicht nur auf die historischen Abstecher beschränkt. Gegenwart und Vergangenheit sind geschickt miteinander verwoben, zumal die Mitglieder des ‚Starken Teams‘ allerlei Kindheits- und Jugend-erinnerungen austauschen.“ „Der Krimi kommt zwar trotz der Attentate weitgehend ohne Nervenkitzel aus, ist aber hintergründig spannend, denn es schweben gleich mehrere Fragen über der Geschichte.“ Freude macht auch, „Wie die beiden alten Haudegen Hennicke und Hans-Uwe Bauer das wortkarge Wiedersehen zelebrieren.“
Bei Prisma.de schrieb Wilfried Geldner: „Bei seiner etwas überlangen Auflösung verliert der Krimi […] zunehmend seine sentimentale Leichtigkeit des Beginns. […] Und wer durchhält, wird – bevor die Puhdys wieder singen – mit einer recht komplizierten, aber in sich schlüssigen Lösung belohnt.“
Oliver Armknecht von film-rezensionen.de meinte, der Krimi sei ein „ziemlich langweiliger Film.“ „Die frühe Festlegung auf das Bankraubthema führt dazu, dass es keine wirklichen Überraschungen mehr gibt. Es macht letztendlich keinen großen Unterschied, wer nun den Mord bzw. Mordversuch begangen hat. Es ist nicht einmal so, dass die Bedrohung von Kniesbeck für Spannung sorgen würde. Für einen Film, bei dem eine Hauptfigur in ständiger Todesangst leben müsste, ist das hier alles erschreckend gleichgültig. Lediglich zum Schluss kommt noch mal eine Ahnung von Nervenkitzel auf. Aber das ist zu spät, um die wenig bemerkenswerte Geschichte und die nichtssagenden Figuren auszugleichen, die sich hier auf beiden Seiten des Gesetzes tummeln.“
Evangelisch.de sah als „Tragische Hauptfigur der Handlung [einen] Mann, für den kurz nach dem Mauerfall die Zeit stehen geblieben ist.“